# Epidendrum retrosepalum
Epidendrum retrosepalum är en orkidéart som beskrevs av Hágsater, Ric.Fernández och E.Santiago. Epidendrum retrosepalum ingår i släktet Epidendrum och familjen orkidéer. Inga underarter finns listade i Catalogue of Life.